# Pseudanaphes
Pseudanaphes is een geslacht van vliesvleugeligen uit de familie Mymaridae. De wetenschappelijke naam van dit geslacht is voor het eerst geldig gepubliceerd in 1989 door Noyes & Valentine.

## Soorten
Het geslacht Pseudanaphes omvat de volgende soorten:
- Pseudanaphes hirtus Noyes & Valentine, 1989
- Pseudanaphes lincolni (Girault, 1913)
- Pseudanaphes particoxae (Girault, 1938)
- Pseudanaphes sikkimianus Rehmat & Anis, 2011
- Pseudanaphes zhaoi Lin, 1997